# Bonfield, Illinois
Bonfield là một làng thuộc quận Kankakee, tiểu bang Illinois, Hoa Kỳ. Năm 2010, dân số của làng này là 382 người.

## Dân số
Dân số qua các năm:
- Năm 2000: 364 người.
- Năm 2010: 382 người.